# Аминов, Вячеслав Маркович
Аминов Вячеслав Маркович (род. 10 июня 1959 года в Одессе) — предприниматель, российский спортивный чиновник, президент Федерации современного пятиборья России, член наблюдательного совета ФАУ МО РФ ЦСКА, кандидат юридических наук.

## Биография
Родился в 10 июля 1959 г. в Одессе. После окончания школы поступил на юридический факультет Московского Государственного Университета, который окончил в 1983 году по специальности «юрист». Кандидат юридических наук.
После окончания обучения в институте работал в ВТО «Легпромсырье». В 1990-х руководил сбытом «Торгового дома „Легпромсырье“, потом возглавлял компанию „Проминвест“ (торговля нефтепродуктами и металлами)
Затем возглавлял группу „Проминвест“». Учредитель, совладелец и член Совета директоров компании «НефтеТрансСервис». Был советником исполнительного секретаря СНГ Бориса Березовского и главы администрации президента РФ Александра Волошина.
В декабре 1994-го вошел в совет директоров ИнтерТЭКбанка.
В период с 1996 по 2003 год являлся советником руководителя администрации президента России.
С 1998-го возглавлял совет директоров коммерческого банка «Межрегиональный Почтовый Банк» (ликвидирован 27 ноября 2017 г.).
В период с 2008 по 2011 год был советником полномочного представителя президента в Приволжском федеральном округе, с 2011 по 2012 год — в Центральном федеральном округе.
Мастер спорта по плаванию.

## Спортивная деятельность
В 2009 году Вячеслав Аминов был избран на должность президента Федерации современного пятиборья России. За время руководства Аминовым В. М. ФСПР члены сборной внесли в копилку 8 золотых медалей на чемпионатах мира, 11 золотых медалей на чемпионатах Европы, в 2016 году представитель сборной стал олимпийским чемпионом. С 2009 года количество региональных федераций увеличилось в два раза — с 18 до 36. Федерация приняла в 2018 году в Москве чемпионат мира.
Кроме того, с целью популяризации современного пятиборья начиная с 2011 года в Москве ежегодно проводится коммерческий турнир Кубок Кремля с самым большим в истории современного пятиборья призовым фондом в 100 000 долларов.
Также с 2011 года Вячеслав Аминов также является вице-президентом Международного союза современного пятиборья, в ноябре 2016-го переизбран на этот пост.
В мае 2018 года был избран вице-президентом Олимпийского комитета России. Также входит в состав наблюдательного совета ЦСКА.

## Награды
- Премия Федерации Еврейских общин России «Человек года» — 2006 год[6].
- Орден Дружбы — 2018 год[7].
- Почётный знак «За заслуги в развитии олимпийского движения в России» — 2019 год[8].